# Liste des résolutions du Conseil de sécurité des Nations unies adoptées en 2022
Les résolutions du Conseil de sécurité des Nations unies sont les décisions qui sont votées par le Conseil de sécurité des Nations unies.
Une telle résolution est acceptée si au moins neuf des quinze membres (depuis le 17 décembre 1963, 11 membres avant cette date) votent en sa faveur et si aucun des membres permanents qui sont la Chine, les États-Unis, la France, le Royaume-Uni et la Russie (l'Union soviétique avant 1991) n'émet de vote contre (qui est désigné couramment comme un veto).

## Résolutions 2618 à 2619
- Résolution 2618 : La situation à Chypre (adoptée le 27 janvier 2022)
- Résolution 2619 : La situation en Libye (adoptée le 31 janvier 2022)

## Résolutions 2620 à 2629
- Résolution 2620 : Rapport du secrétaire-général sur le Soudan et le Soudan du Sud (adoptée le 15 février 2022)
- Résolution 2621 : La situation concernant l'Irak (adoptée le 22 février 2022)
- Résolution 2622 : Sur la non prolifération des armes de destruction massive (adoptée le 25 février 2022)
- Résolution 2623 : La situation en Ukraine (rejetée le 27 février 2022). Un projet de résolution pour condamner l’attaque militaire russe en Ukraine et demandant le retrait immédiat des troupes russes est présenté par l'Albanie et les États-Unis. Il reçoit un vote contre, celui de la Russie, 11 votes pour et 3 abstentions (Émirats arabes unis, Chine et Inde)[1]. La Russie étant membre permanent du Conseil de sécurité a posé son droit de veto lui permettant de rejeter ce projet de résolution.
- Résolution 2624 : La situation au Yemen (adoptée le 28 février 2022)
- Résolution 2625 : Rapports du Secrétaire général sur le Soudan et le Soudan du Sud (adoptée le 15 mars 2022)
- Résolution 2626 : La situation en Afghanistan (adoptée le 17 mars 2022)
- Résolution 2627 : Non-prolifération/République populaire démocratique de Corée (adoptée le 25 mars 2022)
- Résolution 2628 : La situation en Somalie (adoptée le 31 mars 2022)
- Résolution 2629 : La situation en Libye (adoptée le 29 avril 2022)

## Résolutions 2630 à 2639
- Résolution 2630 : Rapports du Secrétaire général sur le Soudan et le Soudan du Sud (FISNUA) (adoptée le 12 mai 2022)
- Résolution 2631 : La situation concernant l'Iraq (MANUI) (adoptée le 26 mai 2022)
- Résolution 2632 : La situation en Somalie (MANUSOM)  (adoptée le 26 mai 2022)
- Résolution 2633 : Rapports du Secrétaire général sur le Soudan et le Soudan du Sud (adoptée le 26 mai 2022)
- Résolution 2634 : Paix et sécurité en Afrique (La sécurité maritime dans le golfe de Guinée) (adoptée le 31 mai 2022)
- Résolution 2635 : La situation en Libye (La autorisation de visite des bateaux) (adoptée le 3 juin 2022)
- Résolution 2636 : Rapports du Secrétaire général sur le Soudan et le Soudan du Sud (MINUATS) (adoptée le 3 juin 2022)
- Résolution 2637 : Mécanisme international appelé à exercer les fonctions résiduelles des Tribunaux pénaux (adoptée le 22 juin 2022)
- Résolution 2638 : Date d'élection pour combler une vacance à la Cour internationale de Justice (adoptée le 22 juin 2022)
- Résolution 2639 : Force des Nations unies chargée d'observer le désengagement  (adoptée le 27 juin 2022)

## Résolutions 2640 à 2649
- Résolution 2640 : La situation au Mali (MINUSMA) (adoptée le 29 juin 2022)
- Résolution 2641 : La situation concernant la République démocratique du Congo  (adoptée le 30 juin 2022)
- Résolution 2642 : La situation au Moyen-Orient (adoptée le 12 juillet 2022)
- Résolution 2643 : La situation au Moyen-Orient (MINUAAH) (adoptée le 13 juillet 2022) - Résolution adoptée à l'unanimité et qui proroge jusqu’au 14 juillet 2023 le mandat de la MINUAAH, chargée de faciliter l’application de l’Accord sur la ville de Hodeïda et les ports de Hodeïda, de Salif et de Ras Issa, conformément à l’Accord de Stockholm[2].
- Résolution 2644 : La situation en Libye (adoptée le 13 juillet 2022) - Cette résolution proroge jusqu’au 30 octobre 2023 les sanctions contre la Libye et qui concernent l’embargo sur les armes et les mesures concernant les exportations illicites de pétrole[2].
- Résolution 2645 : Bureau intégré des Nations unies en Haïti (BINUH) (adoptée le 15 juillet 2022)
- Résolution 2646 : La situation à Chypre (UNFICYP) (adoptée le 28 juillet 2022)
- Résolution 2647 : La situation en Libye (MANUL) (adoptée le 28 juillet 2022)
- Résolution 2648 : La situation en République centrafricaine  (adoptée le 29 juillet 2022)
- Résolution 2649 : La situation au Mali (adoptée le 30 août 2022)

## Résolutions 2650 à 2659
- Résolution 2650 : La situation au Moyen-Orient (FINUL) (adoptée le 31 août 2022)
- Résolution 2651 : Menaces contre la paix et la sécurité internationales (UNITAD)  (adoptée le 15 septembre 2022)
- Résolution 2652 : Maintien de la paix et de la securité internationales  (adoptée le 29 septembre 2022)
- Résolution 2653 : La question concernant Haïti (adoptée le 21 octobre 2022) - Cette résolution impose aux personnes dont le nom figure sur les listes du Conseil de sécurité des restrictions relatives aux déplacements[3].
- Résolution 2654 : La situation concernant le Sahara occidental (MINURSO)  (adoptée le 27 octobre 2022)
- Résolution 2655 : Lettres identiques datées du 19 janvier 2016, adressées au Secrétaire général et au Président du Conseil de sécurité par la Représentante permanente de la Colombie auprès de l’Organisation des Nations unies (S/2016/53)  (adoptée le 27 octobre 2022)
- Résolution 2656 : La situation en Libye (MANUL)  (adoptée le 28 octobre 2022)
- Résolution 2657 : La situation en Somalie (MANUSOM)  (adoptée le 31 octobre 2022)
- Résolution 2658 : La situation en Bosnie-Herzégovine  (adoptée le 2 novembre 2022)
- Résolution 2659 : La situation en République centrafricaine (MINUSCA)  (adoptée le 14 novembre 2022)

## Résolutions 2660 à 2669
- Résolution 2660 :  Rapports du Secrétaire général sur le Soudan et le Soudan du Sud (FISNUA) (adoptée le 14 novembre 2022)
- Résolution 2661 :  La situation en Somalie (adoptée le 15 novembre 2022)
- Résolution 2662 :  La situation en Somalie (adoptée le 17 novembre 2022)
- Résolution 2663 :  Non-prolifération des armes de destruction massive (adoptée le 30 novembre 2022)
- Résolution 2664 :  Questions d’ordre général relatives aux sanctions (adoptée le 9 décembre 2022)
- Résolution 2665 :  Menaces contre la paix et la sécurité internationales résultant d’actes de terrorisme (Comité 1988) (adoptée le 16 décembre 2022)
- Résolution 2666 :  La situation concernant la République démocratique du Congo (MONUSCO) (adoptée le 20 décembre 2022)
- Résolution 2667 :  La situation concernant la République démocratique du Congo (RDC sanctions) (adoptée le 20 décembre 2022)
- Résolution 2668 :  Opérations de maintien de la paix des Nations Unies (adoptée le 21 décembre 2022)
- Résolution 2669 :  Myanmar (adoptée le 21 décembre 2022)

## Résolutions 2670 et 2671
- Résolution 2670 : La situation en Somalie (ATMIS) (adoptée le 21 décembre 2022)
- Résolution 2671 : La situation au Moyen-Orient (FNUOD) (adoptée le 22 décembre 2022)